# Дебрен (Драмско)
 Тази статия е за обезлюденото село в Гърция.  За селото в България вижте Дебрен.  
Дѐбрен или Дѐбрян, известно и с турската си форма Дебре(н)джик (на гръцки: Αχλαδομηλιά, Ахладомилия, катаревуса Αχλαδομηλιές, Ахладомилиес или Αχλαδομηλέα, Ахладомилеа, до 1927 година Δεμπρετζίκ или Δεμπρεδζίκ, Дебредзик), е обезлюдено село в Република Гърция, разположено на територията на дем Неврокоп (Неврокопи) в област Източна Македония и Тракия.

## География
Дебрен се намира на 650 m надморска височина, в котловината между Бесленския рид и планината Боздаг, попадайки в историко-географската област Чеч. Съседните му села са Гущерак, Ракищен, Черешово, Блатчен и Бутим.

## История

### Етимология
Според Йордан Н. Иванов Дебрен е жителско име от по-старо *Дебрене, *Дебряне от местното име *Дебър, горски дол, старобългарското дьбръ. Същото име за сравнение съществува малко по-северно в Неврокопско – Дебрен. Формата Дебренджик е с турска умалителна наставка -cik.

### В Османската империя
В подробен регистър на санджака Паша от 1569-70 година е отразено данъкоплатното население на Дебреджик с друго име Хъркоп както следва: мюсюлмани - 14 неженени; немюсюлмани - 7 семейства и 5 неженени. В подробен регистър за събирането на данъка авариз от казата Неврокоп за 1723 година от село Дебренджик са зачислени 12 мюсюлмански домакинства.
В XIX век Дебрен е мюсюлманско село в Неврокопска каза на Османската империя. В „Етнография на вилаетите Адрианопол, Монастир и Салоника“, издадена в Константинопол в 1878 година и отразяваща статистиката на населението от 1873 година, Дебренджик (Débrendjik) е посочено като село с 28 домакинства и 100 жители мюсюлмани, а Дебраян (Debrayan) – с 32 домакинства и 86 жители помаци.
Според Стефан Веркович към края на XIX век Дебражен има помашко мъжко население 92 души, което живее в 28 къщи.

### В Гърция
Селото е освободено от османска власт по време на Балканската война от части на българската армия. След Междусъюзническата война от 1913 година Дебрен попада в пределете на Гърция. Според гръцката статистика, през 1913 година в Дебреджик (Δεμπρετζίκ) живеят 220 души.
През 1923 година жителите на Дебрен са изселени в Турция или в селата от българската страна на Чеча. През 1927 година името на селото е сменено от Дебретжик (Δεμπρετζίκ) на Ахладомилие (Αχλαδομηλιές), което се превежда „Крушоябълка“. В Дебрен са заселени 28 гръцки семейства с 94 души - бежанци от Турция. Но климатът и планинския терен не се харесва на гръцките бежанци, пристигащи от плодородната Източна Тракия и те изоставят селото след известно време, заселвайки се в по-богати региони на страната.
Според данни от преброяванията в Гърция, населението на Дебрен през годините е било както следва:
| Година    | 1913 | 1920 | 1928 | 1940 | 1951 | 1961 | 1971 | 1981 | 1991 | 2001 | 2011 | 2021 |
| --------- | ---- | ---- | ---- | ---- | ---- | ---- | ---- | ---- | ---- | ---- | ---- | ---- |
| Население | 220  | 212  | 92   | 115  | 100  | 76   | 24   | 6    |      |      |      |      |